# Część główna
Część główna – w matematyce pojęcie to ma kilka niezależnych znaczeń, jednak zwykle odnosi się do części szeregu Laurenta funkcji o ujemnych wykładnikach.

## Szeregi Laurenta
Częścią główną w punkcie {\displaystyle z=a} funkcji
{\displaystyle f(z)=\sum _{k=-\infty }^{\infty }a_{k}(z-a)^{k}}
nazywa się tę część szeregu Laurenta, która składa się z wyrazów ujemnego stopnia; zatem
{\displaystyle \sum _{k=-\infty }^{-1}a_{k}(z-a)^{k}}
jest częścią główną {\displaystyle f} w punkcie {\displaystyle a.}
Funkcja {\displaystyle f(z)} ma osobliwość istotną w {\displaystyle a} wtedy i tylko wtedy, gdy część główna jest sumą nieskończoną.

## Inne

### Rachunek różniczkowy
Niech dana będzie różnica między różniczką funkcji, a jej właściwym przyrostem:
{\displaystyle {\frac {\Delta y}{\Delta x}}=f'(x)+\varepsilon }
oraz
{\displaystyle \Delta y=f'(x)\Delta x+\varepsilon \Delta x=\operatorname {d} y+\varepsilon \Delta x.}
Różniczka {\displaystyle \operatorname {d} y} nazywana jest czasem częścią główną (lub liniową) przyrostu funkcji {\displaystyle \Delta y.}

### Teoria dystrybucji
Pojęcie części głównej stosuje się również w odniesieniu do pewnych rodzajów dystrybucji mających osobliwy nośnik w pojedynczym punkcie.